# Morgan Gibbs-White
Morgan Anthony Gibbs-White, né le 27 janvier 2000 à Stafford en Angleterre, est un footballeur international anglais qui évolue au poste de milieu de terrain à Nottingham Forest.

## Biographie

### En club
Le 14 février 2017, il fait ses débuts en faveur des Wolverhampton Wanderers, lors d'un match de D2 anglaise contre le club de Wigan Athletic.
Le 15 août 2019, il inscrit son premier but avec les professionnels, face au club arménien du Pyunik FC, lors du troisième tour préliminaire de la Ligue Europa (victoire 4-0).
Le 25 août 2020, après avoir prolongé son contrat avec les Wolves jusqu'en 2023, Morgan Gibbs-White est prêté pour une saison à Swansea City, club évoluant alors en Championship.
Le 31 août 2021, dernier jour du mercato estival, Morgan Gibbs-White est prêté pour une saison à Sheffield United, qui évolue en Championship,.
Le 19 août 2022, Morgan Gibbs-White quitte définitivement les Wolverhampton Wanderers et signe un contrat de cinq ans avec le promu Nottingham Forest,.

### En équipe nationale
Gibbs-White participe à la Coupe du monde des moins de 17 ans en 2017 avec l'équipe d'Angleterre. Il joue sept matchs et inscrit deux buts au cours de cette compétition : contre les États-Unis en quart, puis lors de la finale gagnée face à l'Espagne.
Avec les moins de 18 ans, Gibbs-White joue un total de deux matchs en 2018, les deux en tant que titulaire.
Le 27 mai 2019, il fait partie des vingt-trois joueurs sélectionnés pour participer à l'Euro espoirs 2019 avec l'équipe d'Angleterre. Lors de cette compétition organisée en Italie, il ne joue qu'une seule rencontre, face à la Croatie. Avec un bilan d'un nul et deux défaites, les Anglais ne parviennent pas à dépasser le premier tour.

## Statistiques
| Saison                | Club                    | Championnat           | Championnat | Championnat | Championnat | Coupe nationale | Coupe nationale | Coupe nationale | Coupe de la Ligue | Coupe de la Ligue | Coupe de la Ligue | Compétition(s) continentale(s) | Compétition(s) continentale(s) | Compétition(s) continentale(s) | Compétition(s) continentale(s) | Angleterre | Angleterre | Angleterre | Total | Total | Total |
| Saison                | Club                    | Division              | M.          | B.          | P.d.        | M.              | B.              | P.d.            | M.                | B.                | P.d.              | Comp.                          | M.                             | B.                             | P.d.                           | M.         | B.         | P.d.       | M.    | B.    | P.d.  |
| 2016-2017             | Wolverhampton Wanderers | Championship          | 7           | 0           | 0           | 1               | 0               | 0               | -                 | -                 | -                 | -                              | -                              | -                              | -                              | -          | -          | -          | 8     | 0     | 0     |
| 2017-2018             | Wolverhampton Wanderers | Championship          | 13          | 0           | 0           | 2               | 0               | 0               | -                 | -                 | -                 | -                              | -                              | -                              | -                              | -          | -          | -          | 15    | 0     | 0     |
| 2018-2019             | Wolverhampton Wanderers | Premier League        | 26          | 0           | 1           | 3               | 0               | 0               | 2                 | 0                 | 0                 | -                              | -                              | -                              | -                              | -          | -          | -          | 31    | 0     | 1     |
| 2019-2020             | Wolverhampton Wanderers | Premier League        | 7           | 0           | 0           | 1               | 0               | 0               | 1                 | 0                 | 0                 | C3                             | 7                              | 1                              | 0                              | -          | -          | -          | 16    | 1     | 0     |
| 2020-2021             | Wolverhampton Wanderers | Premier League        | 11          | 1           | 0           | 2               | 0               | 0               | -                 | -                 | -                 | -                              | -                              | -                              | -                              | -          | -          | -          | 13    | 1     | 0     |
| 2021-2022             | Wolverhampton Wanderers | Premier League        | 2           | 0           | 0           | -               | -               | -               | 1                 | 1                 | 0                 | -                              | -                              | -                              | -                              | -          | -          | -          | 3     | 1     | 0     |
| 2022-2023             | Wolverhampton Wanderers | Premier League        | 2           | 0           | 0           | -               | -               | -               | -                 | -                 | -                 | -                              | -                              | -                              | -                              | -          | -          | -          | 2     | 0     | 0     |
| Sous-total            | Sous-total              | Sous-total            | 68          | 1           | 1           | 9               | 0               | 0               | 4                 | 1                 | 0                 | -                              | 7                              | 1                              | 0                              | -          | -          | -          | 88    | 3     | 1     |
| 2020-2021             | Swansea City (prêt)     | Championship          | 5           | 1           | 1           | -               | -               | -               | 1                 | 0                 | 0                 | -                              | -                              | -                              | -                              | -          | -          | -          | 6     | 1     | 1     |
| 2021-2022             | Sheffield United (prêt) | Championship          | 37          | 12          | 10          | -               | -               | -               | -                 | -                 | -                 | -                              | -                              | -                              | -                              | -          | -          | -          | 37    | 12    | 10    |
| Sous-total            | Sous-total              | Sous-total            | 42          | 13          | 11          | -               | -               | -               | 1                 | 0                 | 0                 | -                              | -                              | -                              | -                              | -          | -          | -          | 43    | 13    | 11    |
| 2022-2023             | Nottingham Forest       | Premier League        | 35          | 5           | 8           | -               | -               | -               | 3                 | 0                 | 0                 | -                              | -                              | -                              | -                              | -          | -          | -          | 38    | 5     | 8     |
| 2023-2024             | Nottingham Forest       | Premier League        | 37          | 5           | 10          | 4               | 1               | 0               | 1                 | 0                 | 0                 | -                              | -                              | -                              | -                              | -          | -          | -          | 42    | 6     | 10    |
| 2024-2025             | Nottingham Forest       | Premier League        | 34          | 7           | 8           | 4               | 0               | 0               | -                 | -                 | -                 | -                              | -                              | -                              | -                              | 4          | 0          | 1          | 42    | 7     | 9     |
| 2025-2026             | Nottingham Forest       | Premier League        | 1           | 0           | 1           | 0               | 0               | 0               | -                 | -                 | -                 | C3                             | -                              | -                              | -                              | 0          | 0          | 0          | 1     | 0     | 1     |
| Sous-total            | Sous-total              | Sous-total            | 107         | 17          | 27          | 8               | 1               | 0               | 4                 | 0                 | 0                 | -                              | -                              | -                              | -                              | 4          | 0          | 1          | 123   | 18    | 28    |
| Total sur la carrière | Total sur la carrière   | Total sur la carrière | 217         | 31          | 39          | 17              | 1               | 0               | 9                 | 1                 | 0                 | -                              | 7                              | 1                              | 0                              | 4          | 0          | 1          | 254   | 34    | 40    |

## Palmarès

### En club
- Wolverhampton Wanderers
  - Champion d'Angleterre de deuxième division en 2018.

### En sélection nationale
- Angleterre -17 ans
  - Vainqueur de la Coupe du monde en 2017.

- Angleterre espoirs
  - Vainqueur du Championnat d'Europe en 2023.